# Ignacy Piotr VIII Abdel-Ahad
Ignacy Piotr VIII (Grégoire) Abdel-Ahad (ur. 28 czerwca 1930 w Aleppo, zm. 4 kwietnia 2018 w Jerozolimie) – syryjski duchowny katolicki, patriarcha Antiochii w latach 2001–2008.

## Życiorys
Święcenia kapłańskie otrzymał 17 października 1954. Pełnił początkowo funkcje ekonoma, profesora i rektora niższego seminarium w Charfet. Następnie został wysłany do Ziemi Świętej i tam otrzymał nominację na proboszcza w Betlejem. Od 1979 był wikariuszem patriarchy Ignacego Antoniego II Hayek. W 1991 został egzarchą patriarszym dla Jerozolimy.
29 czerwca 1996 został mianowany biskupem tytularnym diecezji Batnae dei Siri. Sakry biskupiej udzielił mu 21 czerwca 1997 arcybiskup Ignacy Antoni II Hayek.
16 lutego 2001 sobór Kościoła syryjskiego wybrał go na patriarchę Antiochii. Cztery dni później papież Jan Paweł II zatwierdził ten wybór.
2 lutego 2008 zrezygnował z urzędu i przeszedł na emeryturę. Jego następcą wybrano Efrema Younana, który przyjął imię Ignacy Józef III Younan.
Zmarł 4 kwietnia 2018.